# Набарлек

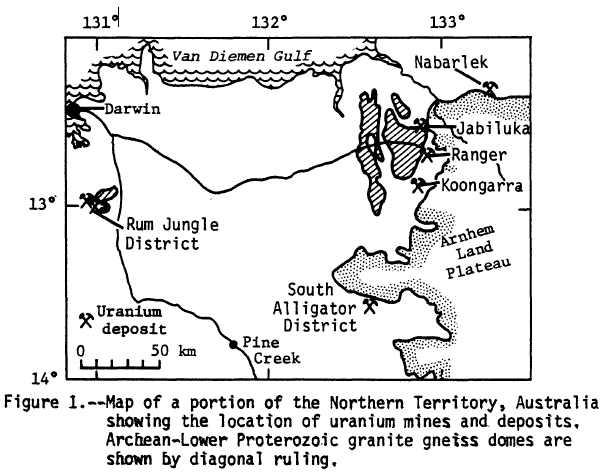
Розташування ключових уранових шахт Північної території

Набарлек — це уранова копальня на Північній території Австралії, яка продуктивно працювала лише в 1979 році. 

## Опис
Родовище знаходиться в межах уранового поля Алігатор Ріверс приблизно в 62 км на північний схід від Джабіру. Воно було виявлено компанією Queensland Mines Limited в 1970 р. завдяки дослідженню інтенсивної радіометричної аномалії у повітрі.

## Історія
Родовище було оконтурене алмазним бурінням у 1970 та 1971 роках. Відкрита розробка кар'єрним способом відбувалась в період з червня по жовтень 1979 р. з накопиченням руди у відвалі для подальшого подрібнення. Видобуто 546,437 т руди із середнім вмістом U3O8 1,84 %. Млин розпочав роботу в червні 1980 року і працював до 1988 року; за цей час було вироблено 11 084 т U3O8. Дослідження, проведене в 2006 році, показало, що відновлення рослинності не відбулося. Робота з рекультивації триває.